# Allodia macrodontusa
Allodia macrodontusa är en tvåvingeart som beskrevs av Wu, Zheng och Xu 2003. Allodia macrodontusa ingår i släktet Allodia och familjen svampmyggor. Inga underarter finns listade i Catalogue of Life.